# خطة آلون

خطة آلون

كانت خطة آلون خطة لتقسيم الضفة الغربية بين إسرائيل والمملكة الأردنية الهاشمية، إقامة دولة درزية في هضبة الجولان الواقعة تحت الاحتلال الإسرائيلي، وإعادة غالبية شبه جزيرة سيناء إلى السيطرة العربية. وصيغت الخطة من قبل الوزير الإسرائيلي إيغال آلون بعد فترة وجيزة من حرب 1967 في يونيو 1967.
وكان الهدف العام للخطة هو ضم معظم غور الأردن من النهر إلى المنحدرات الشرقية لحافة تلال الضفة الغربية، والقدس الشرقية، وكتلة عتصيون إلى إسرائيل. الأجزاء المتبقية من الضفة الغربية، التي يقطن فيها غالبية السكان الفلسطينيين، كانت ستصبح أراضي تحت الحكم الذاتي الفلسطيني، أو ستعود إلى الأردن، بما في ذلك ممر إلى الأردن من خلال أريحا. رفض الملك الأردني الحسين بن طلال الخطة.
توفي آلون في عام 1980، وفي السنة التالية صادقت الحكومة الإسرائيلية على قانون هضبة الجولان، لتضم فعلياً غالبية المحافظة.

## الخطة
استندت الخطة على عقيدة أن السيادة الإسرائيلية على جزء كبير من الأراضي التي تحتلها إسرائيل كانت ضرورية للدفاع عن إسرائيل. من ناحية أخرى، أراد آلون أن تعيد إسرائيل الأراضي المأهولة بالسكان، ومعظم شبه جزيرة سيناء أيضًا، إلى السيطرة العربية، من أجل التقدم نحو حل للصراع العربي الإسرائيلي. وقد تم تصميم الخطة لتشمل أقل عدد ممكن من العرب في المناطق التي تطالب بها إسرائيل. استبعد القادة الإسرائيليين احتمال إدماج سكان الضفة الغربية الفلسطينيين في إسرائيل كبرى لأن ذلك سيؤدي إلى تغير جذري للطابع الديموغرافي اليهودي للدولة.